# Libor Witassek
Libor Witassek (* 15. května 1969 Opava) je český kybernetik, podnikatel, manažer a politik. V letech 2014 až 2018 byl předsedou dozorčí rady fotbalového klubu SFC Opava (Slezský fotbalový club, a.s.), v letech 2015 až 2018 byl předsedou dozorčí rady hokejového klubu HC Slezan Opava (Hokejový klub Opava, s.r.o.). V letech 2014 až 2022 byl zastupitelem města Opava za hnutí Změna, od roku 2024 je zastupitelem Moravskoslezského kraje za hnutí Osobnosti pro kraj.

## Vzdělání
Vystudoval opavské Mendlovo gymnázium a v roce 1992 získal titul Ing. na Vysokém učení technickém v Brně v oboru Technická kybernetika. V roce 2005 získal diplom na Univerzitě Mikoláše Kopernika v Toruni a v roce 2007 dokončil studia MBA na Dominican University v Chicagu. Od roku 2012 vyučuje na Vysoké škole ekonomické v Praze v rámci doktorských studií.

## Profese
Začínal jako programátor analytik rozsáhlých ekonomických informačních systémů, poté působil v manažerských funkcích, především pak v privátním sektoru v oblasti řízení prodeje a poskytování rizikového kapitálu. V oblasti veřejného sektoru řídil mezinárodní rozvojové programy v regionu severní Moravy a Slezska v Agentuře pro regionální rozvoj v Ostravě. V roce 2004 působil jako poradce přední americké Wharton School of the University of Pennsylvania pro programy podnikání ve střední Evropě.
V roce 2010 byl jmenován Prezidentem (Chairman of Managing Partners - předsedou představenstva) přední evropské poradenské skupiny Allied Consultants Europe e.V. se sídlem ve Stuttgartu a poradenskými kancelářemi ve 12 zemích Evropy, s více než 650 manažerskými konzultanty a obratem převyšujícím 105 mil. EUR (2009).
Libor Witassek je autorem metodiky LEAN LEADERSHIP, která byla oceněna českou národní cenou kvality „Dobrá rada nad zlato“ v roce 2010 Národním vzdělávacím fondem, British Council Praha a Nadací Tomáše Bati.
Libor Witassek je držitelem ocenění Malý delfín v rámci soutěže Marketér roku 2013 a Marketér roku 2014.
V roce 2013 obdržel Libor Witassek ocenění Vynikající manažer malé firmy v soutěži Manažer roku 2012 jako jednatel DC VISION, spol. s r.o. a předseda představenstva Allied Consultants Europe. V letech 2015–2016 působil ve vrcholovém managementu jako transformační manažer ve švédské GCE Group a v letech 2016–2017 pracoval v pozici generálního ředitele a předsedy představenstva strojírenského koncernu VÍTKOVICE, a.s.

## Politické působení
V komunálních volbách v roce 2014 byl jako člen hnutí Změna zvolen zastupitelem města Opava na kandidátní listině uskupení „Změna pro Opavu“ (tj. nezávislí kandidáti a hnutí Změna). Ve volbách v roce 2018 post zastupitele obhájil, opět jako člen hnutí Změna na kandidátní listině uskupení „Změna pro Opavu“ (tentokrát figuroval v pozici lídra kandidátky). Také ve volbách v roce 2022 kandidoval jako člen hnutí Změna za uskupení „Změna pro Opavu“, v tomto případě však neuspěl, skončil jako první náhradník.
V květnu 2024 se stal členem vedení nově založeného hnutí Osobnosti pro kraj. V krajských volbách v září 2024 byl zvolen jako člen hnutí OK zastupitelem Moravskoslezského kraje, a to na kandidátní listině uskupení „STAROSTOVÉ A OSOBNOSTI PRO KRAJ“.

## Publikační činnost
1. Witassek, L. (2013): „LEAN LEADERSHIP – NOVÉ MYŠLENÍ PRO EVROPSKÉ PODNIKY“, Sborník příspěvků VI. Mezinárodní vědecké konference doktorandů a mladých vědeckých pracovníků, Slezská univerzita v Opavě, Obchodně podnikatelská fakulta v Karviné, ISBN 978-80-7248-901-5
2. Witassek, L. (2012): „Lean Leadership – Nové myšlení pro evropské podniky“, sborník konference VŠE Praha, Psychologie práce a organizace, 20. - 21. 9. 2012 v Praze, Oeconomia Praha, ISBN 978-80-245-1910-4
3. https://web.archive.org/web/20121013213726/http://kpsr.vse.cz/psychologieprace/program/sbornik-konference/
4. Witassek, L. (2013): „Organic LEAN - Nové myšlení pro evropské podniky“, Sborník příspěvků Mezinárodní Masarykovy konference pro doktorandy a mladé vědecké pracovníky 2013. Hradec Králové: MAGNANIMITAS. 4. vyd. 2013. ISBN 978-80-87952-00-9, ETTN 042-13-13025-12-6.
5. WITASSEK, L., STANČEK, I. (2007): Kritéria plánování sociálních služeb, Ministerstvo práce a sociálních věcí ČR, 2007, http://www.mpsv.cz/files/clanky/6681/kriteria.pdf
6. BABICkÝ, A., WITASSEK, L., GŘEŠEK, T., KUDĚLOVÁ, L. (2007): Golf – specifická činnost v cestovním ruchu, zásady a pravidla v golfovém resortu, Ministerstvo pro místní rozvoj ČR, 2007
7. WITASSEK, L., (2008): Kritéria plánování sociálních služeb, Moderní obec, 6/2008
8. WITASSEK, L., (2005): Méně typologie, více změn v chování, Moderní řízení, 3/2005
9. WITASSEK, L., (2008): Odborná pomoc nebo projev slabosti, Marketing a média, 7/2008